# Martin van Steen
Martin van Steen (Oosterhout, 8 november 1969) is een voormalig Nederlands wielrenner die meer dan tien seizoenen prof was. Als sprinter reed hij meestal in de schaduw van zijn sprintende kopman Jeroen Blijlevens. Tegenwoordig treedt Van Steen op als wielermakelaar voor criteriums.

## Palmares
1992
- 1e - Hel van het Mergelland

1993
- winnaar 4e etappe van de Milk Race
- 7e - Parijs-Tours

1994
- 2e - Omloop van het Meetjesland
- 9e - Kuurne-Brussel-Kuurne

1996
- 3e - Ronde van Drenthe

1997
- 1e - Omloop van de Grensstreek

1998
- 18e - Kuurne-Brussel-Kuurne

1999
- 2e - Ronde van Drenthe, Hoogeveen
- 12e - NK Gulpen

2000
- 3e - Dwars door Gendringen
- 65e - Kuurne-Brussel-Kuurne

2001
- 1e - Omloop van het Waasland, Kemzeke

2002
- 1e - Dorpenomloop Rucphen

## Resultaten in voornaamste wedstrijden
| Jaar | Ronde van Italië | Ronde van Frankrijk | Ronde van Spanje |
| ---- | ---------------- | ------------------- | ---------------- |
| 1993 |                  |                     |                  |
| 1994 |                  |                     |                  |
| 1995 |                  |                     | 92e              |
| 1996 | opgave           |                     |                  |
| 1997 |                  |                     |                  |
| 1998 |                  |                     |                  |
| 1999 |                  |                     |                  |
| 2000 | opgave           |                     |                  |
| 2001 |                  |                     |                  |

| Jaar | Gent-Wevelgem | Ronde van Vlaanderen | Parijs-Roubaix | Luik-Bast.‑Luik | Parijs-Tours |
| ---- | ------------- | -------------------- | -------------- | --------------- | ------------ |
| 1993 |               |                      |                |                 | 7e           |
| 1994 |               |                      |                |                 | 10e          |
| 1995 |               |                      |                |                 | 111e         |
| 1996 | 95e           | 96e                  | 43e            |                 |              |
| 1997 |               |                      |                |                 |              |
| 1998 |               |                      |                |                 |              |
| 1999 |               |                      |                | opgave          |              |
| 2000 |               |                      | opgave         |                 |              |
| 2001 | 66e           | 75e                  |                |                 |              |

## Profploegen
- 1993 - TVM
- 1994 - TVM
- 1995 - TVM
- 1996 - TVM-Farm Frites
- 1997 - Nürnberger Versicherung
- 1998 - Nürnberger Versicherung
- 1999 - TVM-Farm Frites
- 2000 - Farm Frites
- 2001 - BankGiroLoterij-Batavus
- 2002 - Van Hemert Groep
- 2003 - Van Hemert Groep (op 7 april beëindigde hij zijn professionele carrière)